# Жмеринський район (1923—2020)
Жме́ринський райо́н — колишній район Вінницької області України. Районний центр — місто Жмеринка, хоча сама Жмеринка як місто обласного значення до району не входило. 

## Географія
Жмеринський район — один із найбільших районів області. Площа району 1,2 тис. км² або 117 тис. га. На півночі він межує з Вінницьким і Літинським, на півдні — з Шаргородським, на заході — з Барським, на сході — з Тиврівським районами області.
Район розташований у західній частині області і належить до правобережної лісостепової зони південно-західної частини України. Район розташований на перехресті залізничних колій Київського, Могилів-Подільського, Одеського і Львівського напрямків. До вузлової станції Жмеринка протягом року цілодобово йде великий потік поїздів. Із п'яти посадочних платформ станція приймає і відправляє пасажирів, а на вантажно-товарній станції, що знаходиться на Посту-Подільському, формуються вантажні перевезення.
Районний центр — Жмеринка. Адміністративна територія району поділяється на 68 сіл і селище міського типу — Браїлів. Функціонують 28 місцевих рад; Браїлівська селищна (30 депутатів) та 27 сільських рад (420 депутатів).

## Природні умови
З корисних копалин видобуваються граніт, вапняки для хімічної та цукрової промисловості, вапняк для випалювання вапна, будівельні піски, цегельна сировина. З 30 родовищ нині розробляється 4, всі інші перебувають у резерві.
Розташований в межах Подільської височини. Рельєф району — хвиляста рівнина із невеликим схилом на схід та південний схід. Наявність балочної системи визначає водно-ерозійний характер рельєфу, але це дає змогу використовувати сільськогосподарську техніку.
Клімат району помірно континентальний, з помірно м'якою зимою та теплим літом. Він сприяє проведенню всіх сільськогосподарських робіт, відпочинку і туризму. Тривала й достатньо суха осінь, велика кількість сонячних днів. Територія району належить до першого помірно-теплого, вологого агрокліматичного району. Максимальна температура повітря може сягнути +38 °C, мінімальна — −33 °C, а середньорічна +7 °C. Такі кліматичні умови сприятливі для землеробства.
Річки: Рів, Рівець, Мурафа, Згар, Мурашка, їх притоки — спокійні, тихоплинні, повноводні. Річка Рів — притока Південного Бугу, Мурафа і Мурашка — басейн Дністра.
Ґрунти району — сірі лісові опідзолені та сірі лісові суглинкові, мають малий вміст гумусу від 0,8 до 1,8 відсотка.
На території району 20 об'єктів заповідного фонду Вінницької області. Загальна площа їх становить 493,49 га.
Чернятинський парк визнаний пам'ятником садово-паркової архітектури минулого, його взято під охорону як дендрологічний парк. Створювали його разом з палацом, площа парку 31 га. Його творець — садівник-пейзажист італієць Денис Маклед. Тут окліматизувались дерева: бархан амурський, дуб червоний, бук лісовий, катальта бегоневидна, форзація плакуча, тамарикс чотиритичинковий — всього 120 видів різних дерев і чагарників.
Район має значні рекреаційні ресурси, до яких можна віднести також парки та лісові масиви сіл Чернятин, Северинівка, Браїлів, Демидівка, Олександрівка, Носківці.

## Історія

### Утворення району
За постановою Всеукраїнського центрального виконавчого комітету від 7.03.1923 р. «Про адміністративно-територіальний поділ» була утворена Вінницька округа. До неї увійшли новоутворені райони:
- Жмеринський з 11 сільськими радами (Браїлівська, Ворошилівська, Демидівська, Велико-Жмеринецька, Жуковецька, Людавська, Михайлівська, Новоселицька, Сьомацька (Сіоманська), Потоцька), місто Жмеринка;
- Межирівський з 13 сільськими радами: Біликовецька, Винниковецька, Головчинецька, Дубівська, Коростівецька, Лопатинецька, Лисогірська, Межирівська, Почапинецька, Северинівська, Сербинівська, Стодулецька, Чернятинська. (Район проіснував до 1932 року);
- Станіславчицький з 14 сільськими радами.

### Друга світова війна
Визволені населені пункти
| Населений пункт | Дата          |
| --- | ------------- |
| Вознівці, Мала Жмеринка, Жуківці, Сідаво, Рижавка, Потоки | 17.03.1944    |
| Леляки, Подільське, Тартак, Мартинівка, Межирів, Рів, Рожепи, Лопатинці, Біликівці, Сьомаки, Олексіївка, Тарасівка, Ярошинка, Будьки, Щучинці, Станіславчик, Носківці, Кудіївці | 18.03.1944    |
| Г.Мовчанська, Л.Мовчанська, Мовчани, Кацмазів, Телелинці, Кам'яногірка | 19.03.1944    |
| Сл. Носковецька, Олександрівка, Голубівка, Чапаевка, Почапинці, Лисогірка, Зоринці                                                                                              | 20.03.1944    |
| Северинівка | 20—22.03.1944 |
| Сербинівці | 20—23.03.1944 |
| Браїлів, Демидівка, Могилівка | 21.03.1944    |
| Жмеринка | 22.03.1944    |
| Стодульці, Сл. Межирівська, Кармалюкове, Петрані, Куриловці, Новоселиця, Дубова                                                                                                 | 23.03.1944    |
| Сл. Чернятинська, Чернятин, Токарівка | 24.03.1944    |

## Адміністративний устрій
Район адміністративно-територіально поділяється на 1 селищну раду та 27 сільських рад, які об'єднують 69 населених пунктів та підпорядковані Жмеринській районній раді. Адміністративний центр — місто Жмеринка, яке має статус міста обласного значення, тому не входить до складу району.

## Утворення об'єднання територіальних громад у Жмеринському районі
Створено 2 територіальні громади це Жмеринське ОТГ та Северинівське ОТГ. В проєкті ще Станіславське ОТГ.

## Транспорт
З півночі на південь район перетинає Південно-Західна залізниця і проходять шляхи на Київ, та E583 (Кишинів). Існуюча мережа автомобільних доріг району має загальну довжину 384,3 км, із них 45 % доріг із твердим покриттям.
Автошляхи: Т 0214, Т 0218, Т 0241 та Т 0242.
Залізничні станції: Браїлів, Кордишівка, Матейкове та Сербинівці.
Зупинні пункти: 1132 км, Будьки, Демидівка, Дубки, Жуківці, Козачівка, Лопатиниці, Межирів, Могилівка, Стодульці, Тартак та Чернятин.

## Господарство
В експлуатації перебуває 150 км газових мереж, річне споживання природного газу — понад 1,273 млн. м³.
Діють 1590 км ліній електропередач. Сумарне споживання електроенергії протягом року становить 150 млн. кВт/год.

### Підприємства
- Демидівський гранкар'єр
- Браїлівський сокоморсовий завод
- Мартинівський спиртзавод
- Браїлівське ТОВ «Кристал»
- Чернятинський пивзавод
- швейна фабрика «Браїлівчанка»
- ТОВ «Конкорд» (с. Северинівка)
- Браїлівський цегельний завод
- «Агромаш» (м. Жмеринка)

## Населення
Розподіл населення за віком та статтю (2001)
| Стать | Всього | До 15 років | 15-24 | 25-44 | 45-64 | 65-85 | Понад 85 |
| --- | ------ | ----------- | ----- | ----- | ----- | ----- | -------- |
| Чоловіки | 19 886 | 3832        | 2930  | 5468  | 4811  | 2717  | 128      |
| Жінки | 24 248 | 3700        | 2439  | 5220  | 6337  | 6008  | 544      |
| \| Статево-вікова піраміда \| Статево-вікова піраміда \| Статево-вікова піраміда \| \| ----------------------- \| ----------------------- \| ----------------------- \| \| Чоловіки \| Вік \| Жінки \| \| 128 \| 85 + \| 544 \| \| 229 \| 80-84 \| 781 \| \| 544 \| 75-79 \| 1721 \| \| 976 \| 70-74 \| 2039 \| \| 968 \| 65-69 \| 1467 \| \| 1549 \| 60-64 \| 2310 \| \| 974 \| 55-59 \| 1453 \| \| 1079 \| 50-54 \| 1361 \| \| 1209 \| 45-49 \| 1213 \| \| 1410 \| 40-44 \| 1326 \| \| 1362 \| 35-39 \| 1302 \| \| 1382 \| 30-34 \| 1282 \| \| 1314 \| 25-29 \| 1310 \| \| 1211 \| 20-24 \| 1098 \| \| 1719 \| 15-20 \| 1341 \| \| 1499 \| 10-14 \| 1422 \| \| 1343 \| 5-9 \| 1288 \| \| 990 \| 0-4 \| 990 \| |        |             |       |       |       |       |          |
| Статево-вікова піраміда |        |             |       |       |       |       |          |
| Чоловіки | Вік    | Жінки       |       |       |       |       |          |
| 128 | 85 +   | 544         |       |       |       |       |          |
| 229 | 80-84  | 781         |       |       |       |       |          |
| 544 | 75-79  | 1721        |       |       |       |       |          |
| 976 | 70-74  | 2039        |       |       |       |       |          |
| 968 | 65-69  | 1467        |       |       |       |       |          |
| 1549 | 60-64  | 2310        |       |       |       |       |          |
| 974 | 55-59  | 1453        |       |       |       |       |          |
| 1079 | 50-54  | 1361        |       |       |       |       |          |
| 1209 | 45-49  | 1213        |       |       |       |       |          |
| 1410 | 40-44  | 1326        |       |       |       |       |          |
| 1362 | 35-39  | 1302        |       |       |       |       |          |
| 1382 | 30-34  | 1282        |       |       |       |       |          |
| 1314 | 25-29  | 1310        |       |       |       |       |          |
| 1211 | 20-24  | 1098        |       |       |       |       |          |
| 1719 | 15-20  | 1341        |       |       |       |       |          |
| 1499 | 10-14  | 1422        |       |       |       |       |          |
| 1343 | 5-9    | 1288        |       |       |       |       |          |
| 990 | 0-4    | 990         |       |       |       |       |          |

Національний склад населення за даними перепису 2001 року:
| Національність | Кількість осіб | Відсоток |
| -------------- | -------------- | -------- |
| українці       | 42992          | 97,41 %  |
| росіяни        | 883            | 2,00 %   |
| молдовани      | 68             | 0,15 %   |
| поляки         | 29             | 0,07 %   |
| білоруси       | 26             | 0,06 %   |
| інші           | 138            | 0,31 %   |

Мовний склад населення за даними перепису 2001 року:
| Мова            | Кількість осіб | Відсоток |
| --------------- | -------------- | -------- |
| українська      | 43107          | 97,67 %  |
| російська       | 910            | 2,06 %   |
| молдовська      | 28             | 0,06 %   |
| азербайджанська | 16             | 0,04 %   |
| вірменська      | 15             | 0,03 %   |
| інші            | 60             | 0,14 %   |

Населення району станом на 01.01.2005 року становить 40,5 тис. чоловік, що становить 2,2 % від населення Вінницької області, в тому числі міське населення — 14 %, сільське — 86 %.

## Політика

Жмеринська районна рада. 2009 рік.

25 травня 2014 року відбулися Президентські вибори України. У межах Жмеринського району було створено 58 виборчих дільниць. Явка на виборах складала — 69,56 % (проголосували 19 993 із 28 742 виборців). Найбільшу кількість голосів отримав Петро Порошенко — 66,56 % (13 308 виборців); Юлія Тимошенко — 17,01 % (3 401 виборців), Олег Ляшко — 6,42 % (1 284 виборців), Анатолій Гриценко — 2,49 % (497 виборців). Решта кандидатів набрали меншу кількість голосів. Кількість недійсних або зіпсованих бюлетенів — 0,96 %.

## Соціальна сфера
У районі функціонують заклади освіти: Чернятинський державний аграрний технікум та Браїлівське СПТУ № 6, загальноосвітніх шкіл І ступеня — 3, шкіл І-П ступенів — 26, шкіл І—III ступенів — 12. В них навчається 5131 учень. Дошкільних дитячих закладів — 10, у них вихованців — 290.
Галузь культури району об'єднує 20 будинків культури, 36 сільських клубів, 61 бібліотеку, 4 музеї, в т. ч. державний музей П. І. Чайковського, Н. Ф. Фон-Мекк, народний музей Устима Кармалюка (єдиний в Україні). У смт Браїлів та с. Станіславчик працюють філії Жмеринської музичної школи.
Районне територіальне медичне об'єднання має у своєму підпорядкуванні районну лікарню, 4 дільничні лікарні, 5 медамбулаторій, 47 фельдшерсько-акушерських пунктів. В усіх закладах працює 530 медпрацівників.
На території району діє 16 громадських організацій і 13 осередків політичних партій, 66 релігійних громад: 32 УПЦ Московського патріархату; 14 — ПЦУ; 2 — старообрядських; 4 — римо-католицьких; 1 — євангелійських християн-баптистів; 7 — християн євангельської віри; 5 — адвентистів сьомого дня.

## ЗМІ

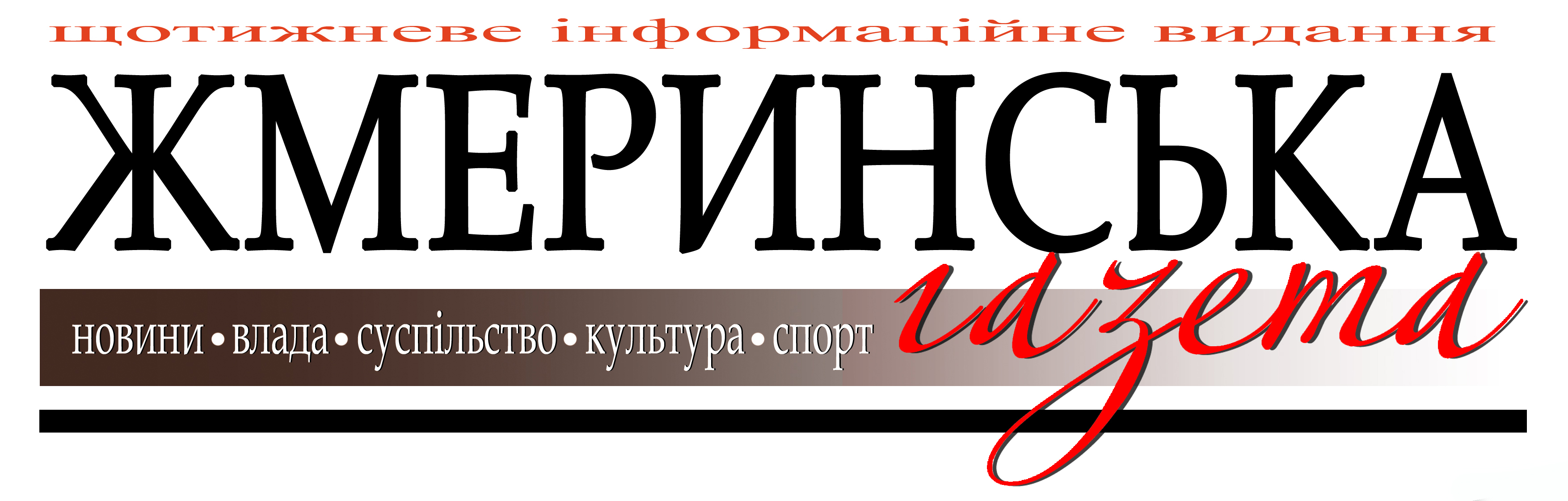
Логотип «Жмеринської газети»

### Преса
- Жмеринська газета — це газета, що описує життя, найважливіші події, а також історичні свідчення про Жмеринку
- Жмеринський Меридіан — це газета, що описує життя Жмеринського району
- Наша Газета — це газета, де розміщено оголошення та програма на ефірні та кабельне телебачення
- ІНФО Жмеринка
- Колорит

### Інтернет-видання
- Жмеринка.City[6] — інтернет-видання про життя Жмеринки і Жмеринського району. Засноване колективом «Жмеринської газети» у жовтні 2018 року за підтримки Агенції розвитку локальних медіа «Або». Входить до мережі міських сайтів The City.

### Радіо
- 67.34 FM радіостанція «Обрій» працює на частотах Першої програми Українського Радіо

### Телебачення
- Кабельне телебачення. Раніше використовувалося місцеве телебачення «Децебал», після продажу підприємства київській фірмі місцеве телебачення транслюється фірмою «DataGroup»

## Персоналії
- Устим Кармалюк (1787—1835) — керівник повстанського руху на Поділлі у 1813—1835 роках проти національного і соціального гніту українських кріпаків панами.
- Микола Малько (1883—1961) — український радянський диригент, головний диригент Сіднейського симфонічного оркестру (1957—1961).
- Тихін Абрамов (1901—1991) — радянський військовик, Герой Радянського Союзу (1945), у роки німецько-радянської війни 1941—1945 — командир танкової бригади, полковник Червоної Армії.
- Микола Білоконь (1955) — 5-й Міністр внутрішніх справ України (2003—2005).
- Володимир (Війтишин) (1959) — архієпископ і митрополит Івано-Франківський Української Греко-Католицької Церкви.

## Пам'ятки культури
У селі Головченці, (нині Кармалюкове) народився і виріс легендарний народний герой, керівник селянського руху першої половини XIX ст. Устим Кармалюк. Тут створено його музей, у центрі села стоїть йому пам'ятник, мозаїчне панно, присвячене народному герою прикрашає сільський Будинок культури.
У с. Станіславчик проживав свого часу видатний український письменник Михайло Коцюбинський.
Із селом Новоселиця пов'язане ім'я талановитої актриси та письменниці Софії Дідковської-Тобілевич.
У різний час у с. Носківці перебували художник Антон Лямче, російський поет Семен Надсон, поет-демократ Степан Руданський. Письменник Юрій Смолич неодноразово бував у Носківцях, відвідуючи рідну сестру, яка тут вчителювала. Письменник Яків Пантелеймонович Сікорський, автор книги «Не ходи манівцями», Андрій Гудима, письменник, поет навчалися в Носковецькій десятирічці.
У селищі Браїлів знаходиться архітектурний ансамбль Свято-Троїцького монастиря, в якому розміщений жіночий монастир; маєток Надії Філаретівни фон Мекк — меценатки класика російської музики Петра Ілліча Чайковського (він п'ять разів побував у Браїлові).
4 жовтня 1891 року у селі Сербинівці, неподалік м. Жмеринка, народився і мешкав з батьками в родині німецького колоніста Освальд-Еккард Бурґгардт, відомий, як знаменитий український поет Юрій Клен. Однн із п'яти прославлених «неокласиків», до складу яких входили також Максим Рильський, Михайло Драй-Хмара, Микола Зеров та Павло Филипович. Про це читайте в есеї письменника Олександра Горобця «Блукання довкруги знаменитого Клена»
У с. Чернятин на початку XVIII ст. Ігнатій Вітославський збудував палац-фортецю. Будівля збереглася без особливих змін, у ній 29 кімнат, бенкетна зала.